# Saint Andrew South East (circunscripción electoral)

Saint Andrew South East en Granada.

Saint Andrew South East es una de las quince circunscripciones electorales en las que se divide Granada para las elecciones a la Cámara de Representantes. Comprende el extremo sudeste de la parroquia de Saint Andrew, segunda más poblada del país. La circunscripción se creó para las elecciones generales de 1972 con la división de Saint Andrew South.
La circunscripción se mantuvo bajo el control del Partido Laborista Unido de Granada (GULP) entre 1972 y 1979, el cual volvería a ganarla en 1990 y 1995. A partir de 1999 se ha mantenido como un distrito competitivo en el marco del sistema bipartidista entre el Nuevo Partido Nacional (NNP) y el Congreso Nacional Democrático. Su actual representante es Emmalin Pierre, del NNP.
De cara a las elecciones de 2022, la circunscripción tenía 4.868 electores registrados.

## Representantes electos
| Elección | Partido | Partido                            | Parlamentario        |
| -------- | ------- | ---------------------------------- | -------------------- |
| 1972     |         | Partido Laborista Unido de Granada | Hubert Alexis        |
| 1976     |         | Partido Laborista Unido de Granada | Hubert Alexis        |
| 1984     |         | Nuevo Partido Nacional             | Pauline C. Andrew    |
| 1990     |         | Partido Laborista Unido de Granada | Winifred C. Strachan |
| 1995     |         | Partido Laborista Unido de Granada | Clarence I. Rapier   |
| 1999     |         | Nuevo Partido Nacional             | Cuthbert B. McQueen  |
| 2003     |         | Congreso Nacional Democrático      | Kenrick Fullerton    |
| 2008     |         | Congreso Nacional Democrático      | Patrick Simmons      |
| 2013     |         | Nuevo Partido Nacional             | Emmalin Pierre       |
| 2018     |         | Nuevo Partido Nacional             | Emmalin Pierre       |
| 2022     |         | Nuevo Partido Nacional             | Emmalin Pierre       |